# Олміц (Канзас)
Олміц (англ. Olmitz) — місто (англ. city) в США, в окрузі Бартон штату Канзас. Населення — 90 осіб (2020).

## Географія
Олміц розташований за координатами 38°31′0″ пн. ш. 98°56′12″ зх. д. / 38.51667° пн. ш. 98.93667° зх. д. (38.516569, -98.936637).  За даними Бюро перепису населення США в 2010 році місто мало площу 0,43 км², уся площа — суходіл. В 2017 році площа становила 0,41 км², уся площа — суходіл.

## Демографія
Згідно з переписом 2010 року, у місті мешкало 114 осіб у 54 домогосподарствах у складі 33 родин. Густота населення становила 264 особи/км².  Було 70 помешкань (162/км²).
Расовий склад населення:
| - 99,1 % — білих |

До двох чи більше рас належало 0,9 %. Частка іспаномовних становила 0,9 % від усіх жителів.
За віковим діапазоном населення розподілялося таким чином: 19,3 % — особи молодші 18 років, 56,1 % — особи у віці 18—64 років, 24,6 % — особи у віці 65 років та старші. Медіана віку мешканця становила 44,0 року. На 100 осіб жіночої статі у місті припадало 100,0 чоловіків;  на 100 жінок у віці від 18 років та старших — 95,7 чоловіків також старших 18 років.
Середній дохід на одне домашнє господарство  становив 56 248 доларів США (медіана — 48 125), а середній дохід на одну сім'ю — 61 851 долар (медіана — 53 125). За межею бідності перебувало 13,0 % осіб, у тому числі 33,3 % дітей у віці до 18 років та 0,0 % осіб у віці 65 років та старших.
Цивільне працевлаштоване населення становило 73 особи. Основні галузі зайнятості: сільське господарство, лісництво, риболовля — 28,8 %, освіта, охорона здоров'я та соціальна допомога — 20,5 %, виробництво — 16,4 %, транспорт — 12,3 %.